# Henri Cappetta
Pour les articles homonymes, voir Cappetta.
Henri Cappetta, né le 29 août 1946 à Sète et mort le 6 janvier 2024 à Balaruc-le-Vieux, est un ichtyologiste français spécialisé dans la paléontologie des requins et des raies.